# Rue Pestel

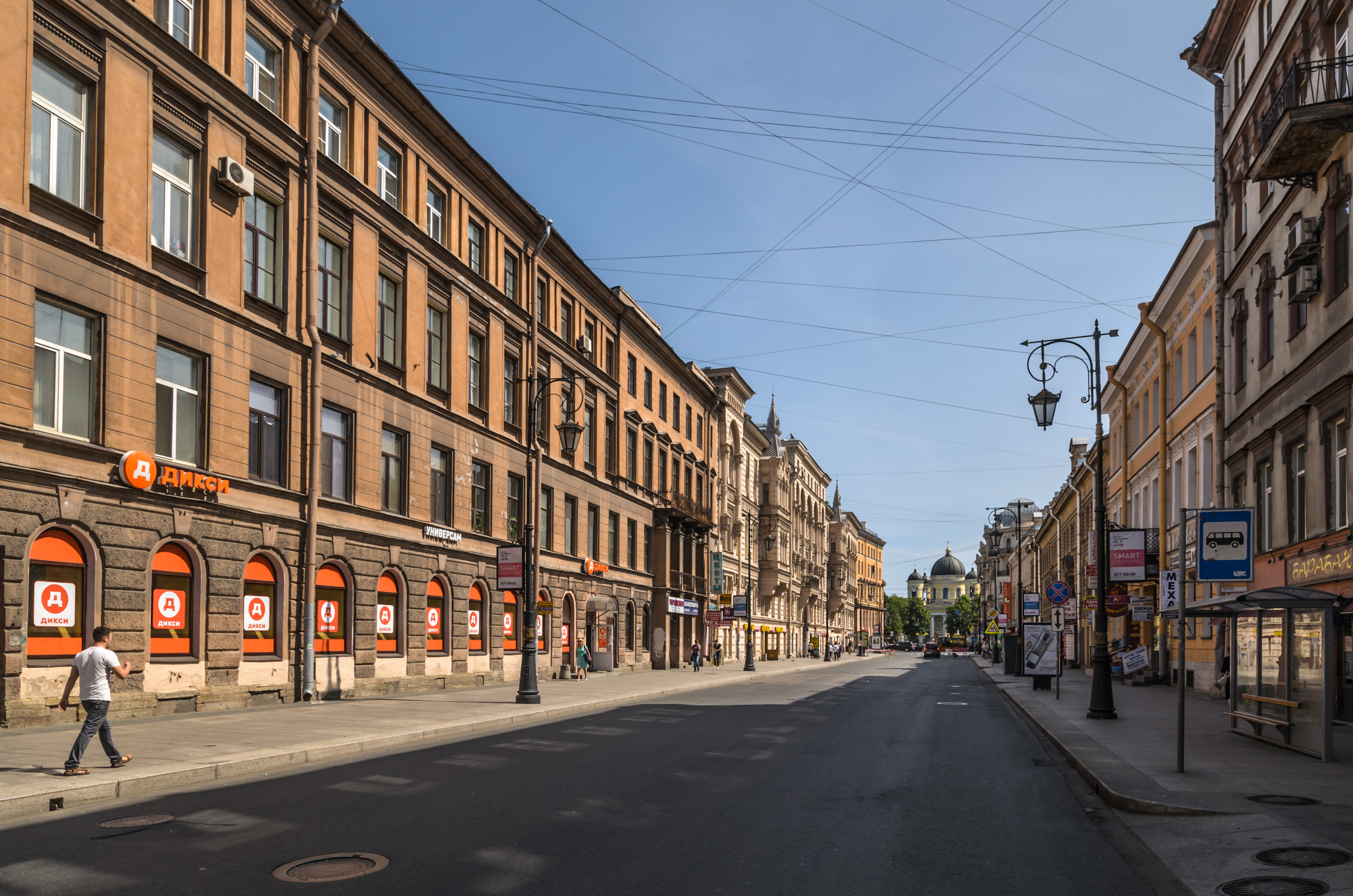
Vue de la rue Pestel, au fond la cathédrale de la Transfiguration.

La rue Pestel (Улица Пестеля, oulitsa Pestelia) est une voie du centre historique de la ville de Saint-Pétersbourg en Russie. Elle commence quai de la Fontanka, au pont Saint-Pantélémon, et se termine place de la Transfiguration (plochtchad Préobrajenskaïa). Elle doit son nom au décembriste Pavel Pestel (1793-1826).

## Histoire
Cette rue s'appelle ainsi depuis 1925 ; elle porta le nom de rue du Décembriste Pestel de 1923 à 1925. De 1777, date de son percement, à 1923 elle s'appelait rue Saint-Pantélémon du nom de l'église voisine.

## Rues adjacentes
La rue croise :
- Le quai de la Fontanka
- La ruelle Soliana (du Sel)
- La rue Gagarine
- La rue Mokhovaïa
- La perspective Liteïny
- La rue Korolenko
- La place de la Transfiguration (Préobrajenskaïa)

## Lieux remarquables

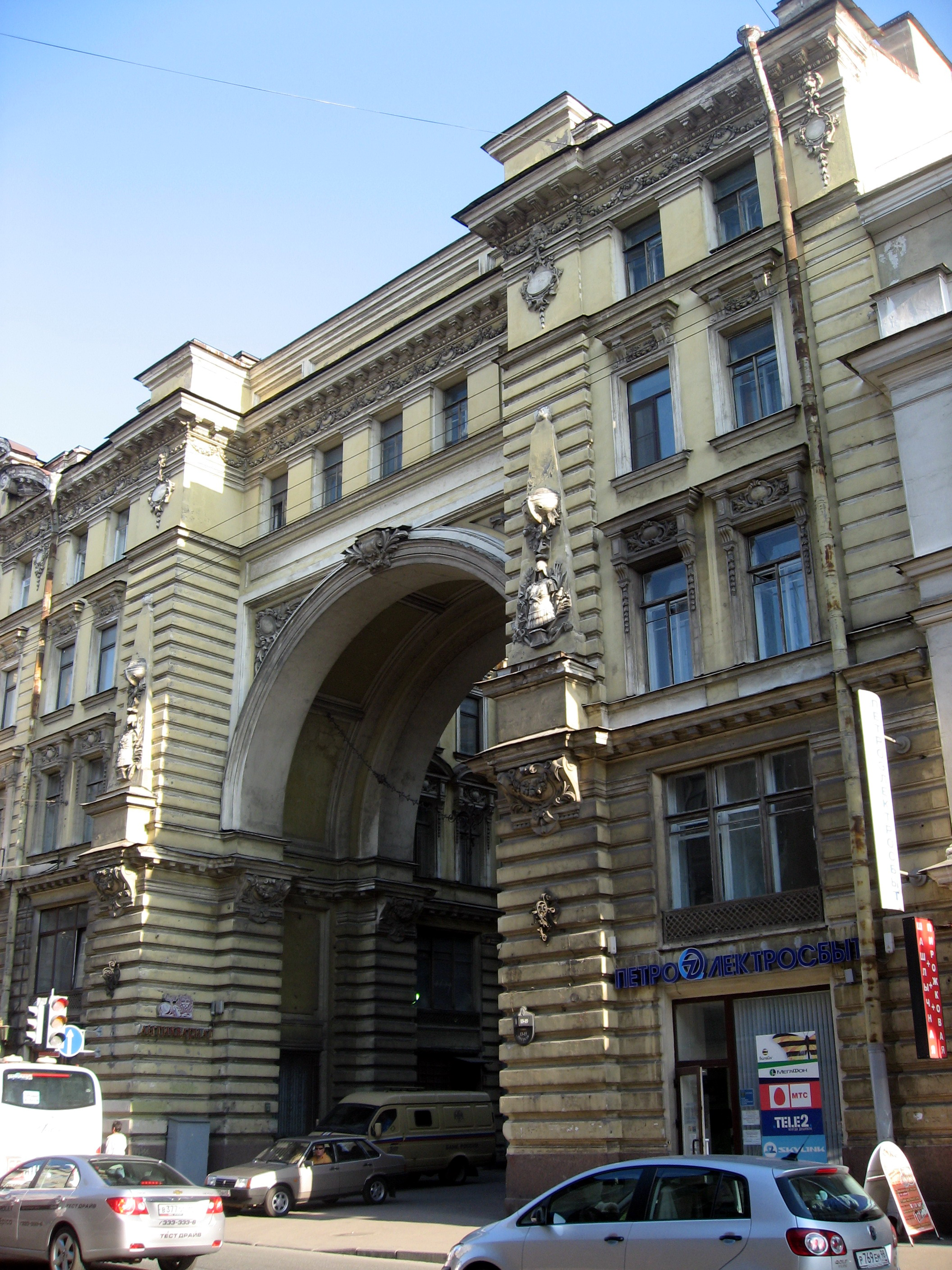
Immeuble du 13-15

- Jardin d'été (derrière le pont Saint-Pantélémon)
- Église Saint-Pantélémon
- Immeuble Mourousi, construit en 1874-1877, n° 27
- Cathédrale de la Transfiguration
- Immeuble n° 21, construit en 1844 selon les dessins d'Otto Bremer
- Immeuble n° 13-15, construit en 1898-1900 par Suzor.
- Immeuble n° 12 où vécut Valéry Gavriline (plaque mémorielle)
- Plaque mémorielle au n° 14 en hommage au poète Marchak qui vécut dans l'appartement n° 30

## Source
- (ru) Cet article est partiellement ou en totalité issu de l’article de Wikipédia en russe intitulé « Улица Пестеля (Санкт-Петербург) » (voir la liste des auteurs).